# William Coventry (5e comte de Coventry)
Pour les articles homonymes, voir William Coventry et Coventry (homonymie).
William Coventry (vers 1666 - 18 mars 1751) est un homme politique britannique whig qui siège à la Chambre des communes de 1708 à 1719. Il est ensuite 5e comte de Coventry.

## Jeunesse
Il est le fils de Walter Coventry et de son épouse Anne Holcombe, fille de Humphrey Holcombe, marchand de St. Andrew's Holborn. Il succède à son père en 1692. Il est admis au Pembroke College de Cambridge le 13 avril 1693, à l'âge de 16 ans. Son grand-père, Walter Coventry, est le plus jeune frère de Thomas Coventry (1er baron Coventry).

## Carrière
Il est élu sans opposition en tant que député de Bridport aux élections générales britanniques de 1708. Il vote pour la naturalisation des Palatins en 1709 et pour la destitution du docteur Sacheverell en 1710. À l'élection générale britannique de 1710, il est à nouveau élu sans opposition. Il vote en faveur de l'amendement à la loi sur la mer du Sud le 25 mai 1711 et de la motion « Pas de paix sans Espagne » le 7 décembre. Il vote également contre le projet de loi sur le commerce français le 18 juin. Lors des élections générales britanniques de 1713, il est à nouveau réélu sans opposition pour Bridport. Il vote contre l'expulsion de Richard Steele le 18 mars 1713.
Il est réélu député de Bridport aux élections générales britanniques de 1715. Il vote pour l'administration dans tous les votes enregistrés. Au début de la législature, il pose sa candidature au poste de greffier du Parlement, mais Sir Robert Walpole continue à faire monter le prix jusqu'à ce qu'il refuse avec colère. En 1717, il est nommé gardien et bailli de Frisham, New Forest, et co- contrôleur du Conseil du drap vert en 1717. Son seul discours connu est celui de décembre 1717, lorsqu'il appuie une motion de maintien. En 1719, il accompagne le roi à Hanovre et succède à son cousin, le 27 octobre 1719, comme cinquième comte de Coventry. Il quitte son siège à la Chambre des communes et entre à la Chambre des lords où il devient un « mécontent » et signe de nombreuses protestations. Il est nommé au Conseil privé le 22 mars 1720 et est Lord Lieutenant du Worcestershire la même année.

## Famille
Lord Coventry épouse Elizabeth Allen, fille de John Allen de Westminster, en 1720. En 1724, il est poursuivi avec succès par Anne Coventry, la veuve de Gilbert Coventry, l'ancien comte, pour son héritage. Il devient haut commissaire de Bridport en 1727.
La femme de Coventry meurt en 1738. Il lui survit en treize ans et meurt en mars 1751. Il a trois fils et comme son fils aîné Thomas Henry Coventry, vicomte Deerhurst, est décédé avant lui, il est remplacé par son second fils George, qui réaménage largement Croome Court. Son troisième fils, John Bulkeley Coventry, fait ses études au Winchester College (vers 1731).